# Гайсинский молочный завод
Гайсинский молочный завод — предприятие пищевой промышленности в городе Гайсин Гайсинского района Винницкой области Украины.

## История

### 1932 - 1992
Гайсинский маслодельный завод был построен в ходе индустриализации в соответствии с первым пятилетним планом развития народного хозяйства СССР и введён в эксплуатацию в 1932 году.
В ходе Великой Отечественной войны 25 июля 1941 года Гайсин оккупировали немецкие войска, промышленные предприятия райцентра (в том числе, маслозавод) были разрушены. 14 марта 1944 года Гайсин был освобождён советскими войсками и началось восстановление города.
В начале 1945 года восстановленный маслозавод возобновил работу, а после окончания войны в соответствии с четвёртым пятилетним планом восстановления и развития народного хозяйства СССР он был реконструирован, оснащён новым оборудованием и увеличил объёмы производства. В связи с расширением ассортимента выпускаемой продукции маслозавод получил новое название - Гайсинский маслосыродельный завод.
В целом, в советское время маслосыродельный завод входил в число ведущих предприятий райцентра.

### После 1991
После провозглашения независимости Украины государственное предприятие было преобразовано в открытое акционерное общество.
В октябре 2006 года предприятие было реорганизовано в общество с ограниченной ответственностью и переименовано в Гайсинский молочный завод.
В марте 2011 года при государственной проверке производителей сливочного масла в стране было установлено, что выпускавшееся Гайсинским молочным заводом фасованное сливочное масло "Гайсинське" на 30% состояло из растительных жиров.

## Деятельность
Завод перерабатывает коровье молоко и выпускает пастеризованное питьевое молоко и молочные продукты - твёрдые сыры ("Буковинский", "Голландский" и "Фамильный"), мягкие сыры (сычужные сыры "Сулугуни", "Моцарелла" и "Чеддер", а также плавленый колбасный сыр), сливочное масло, спреды и сухие молочные продукты (обезжиренное сухое молоко и деминерализованная сухая молочная сыворотка).